# Nigéria nos Jogos Olímpicos
A Nigéria participou pela primeira vez dos Jogos Olímpicos em 1952, e enviou atletas para competirem em todas as edições dos Jogos Olímpicos de Verão desde então, exceto pelos boicotados Jogos Olímpicos de Verão de 1976. O país nunca participou dos Jogos Olímpicos de Inverno.
Atletas nigerianos ganharam um total de 23 medalhas, a maioria no Atletismo e no Boxe. O time nacional de futebol da Nigéria ganhou a medalha de ouro em Atlanta 1996.
O Comitê Olímpico Nacional da Nigéria foi criado em 1951.

## Medalhistas
| Medalha           | Nome | Jogos            | Esporte        | Evento                             |
| ----------------- | --- | ---------------- | -------------- | ---------------------------------- |
| Medalha de bronze | Nojim Maiyegun | 1964 Tóquio      | Boxe           | Peso médio-ligeiro                 |
| Medalha de bronze | Isaac Ikhouria | 1972 Munique     | Boxe           | Peso meio-pesado                   |
| Medalha de prata  | Peter Konyegwachie | 1984 Los Angeles | Boxe           | Peso pena                          |
| Medalha de bronze | Sunday Uti, Moses Ugbusien, Rotimi Peters, Innocent Egbunike | 1984 Los Angeles | Atletismo      | Revezamento 4x400 metros masculino |
| Medalha de prata  | Olapade Adeniken, Davidson Ezinwa, Chidi Imoh, Oluyemi Kayode, Osmond Ezinwa | 1992 Barcelona   | Atletismo      | Revezamento 4x100 metros masculino |
| Medalha de prata  | David Izonritei | 1992 Barcelona   | Boxe           | Peso pesado                        |
| Medalha de prata  | Richard Igbineghu | 1992 Barcelona   | Boxe           | Peso super-pesado                  |
| Medalha de bronze | Beatrice Utondu, Christy Opara-Thompson, Mary Onyali, Faith Idehen | 1992 Barcelona   | Atletismo      | Revezamento 4x100 metros feminino  |
| Medalha de ouro   | Chioma Ajunwa | 1996 Atlanta     | Atletismo      | Salto em distância feminino        |
| Medalha de ouro   | Daniel Amokachi, Emmanuel Amuneke, Tijjani Babangida, Celestine Babayaro, Emmanuel Babayaro, Teslim Fatusi, Victor Ikpeba, Dosu Joseph, Nwankwo Kanu, Garba Lawal, Abiodun Obafemi, Kingsley Obiekwu, Uche Okechukwu, Jay-Jay Okocha, Sunday Oliseh, Mobi Oparaku, Wilson Oruma, Taribo West              | 1996 Atlanta     | Futebol        | Competição masculina               |
| Medalha de prata  | Olabisi Afolabi, Fatima Yusuf, Charity Opara, Falilat Ogunkoya | 1996 Atlanta     | Atletismo      | Revezamento 4x400 metros feminino  |
| Medalha de bronze | Mary Onyali | 1996 Atlanta     | Atletismo      | 200 metros feminino                |
| Medalha de bronze | Falilat Ogunkoya | 1996 Atlanta     | Atletismo      | 400 metros feminino                |
| Medalha de bronze | Duncan Dokiwari | 1996 Atlanta     | Boxe           | Peso super-pesado                  |
| Medalha de prata  | Glory Alozie | 2000 Sydney      | Atletismo      | 100 metros com barreiras feminino  |
| Medalha de prata  | Nduka Awazie, Fidelis Gadzama, Clement Chukwu, Jude Monye, Sunday Bada, Enefiok Udo-Obong | 2000 Sydney      | Atletismo      | Revezamento 4x400 metros masculino |
| Medalha de prata  | Ruth Ogbeifo | 2000 Sydney      | Halterofilismo | Até 75 kg feminino                 |
| Medalha de bronze | Olusoji Fasuba, Uchenna Emedolu, Aaron Egbele, Deji Aliu | 2004 Atenas      | Atletismo      | Revezamento 4x100 metros masculino |
| Medalha de bronze | James Godday, Musa Audu, Saul Weigopwa, Enefiok Udo-Obong | 2004 Atenas      | Atletismo      | Revezamento 4x400 metros masculino |
| Medalha de prata  | Olubayo Adefemi, Dele Adeleye, Oluwafemi Ajilore, Efe Ambrose, Victor Anichebe, Onyekachi Apam, Emmanuel Ekpo, Ikechukwu Ezenwa, Promise Isaac, Monday James, Sani Kaita, Chinedu Obasi, \|Victor Nsofor Obinna, Peter Odemwingie, Chibuzor Okonkwo, Solomon Okoronkwo, Oladapo Olufemi, Ambruse Vanzekin | 2008 Pequim      | Futebol        | Competição masculina               |
| Medalha de bronze | Chika Chukwumerije | 2008 Pequim      | Taekwondo      | Mais de 80 kg masculino            |
| Medalha de bronze | Blessing Okagbare | 2008 Pequim      | Atletismo      | Salto em distância feminino        |
| Medalha de bronze | Franca Idoko, Gloria Kemasuode, Halimat Ismaila, Oludamola Osayomi, Agnes Osazuwa (heats only) | 2008 Pequim      | Atletismo      | Revezamento 4x100 metros feminino  |

## Quadro de Medalhas

### Medalhas por Jogos de Verão
| Jogos                 | Ouro           | Prata          | Bronze         | Total          |
| 1952 Helsinque        | 0              | 0              | 0              | 0              |
| 1956 Melbourne        | 0              | 0              | 0              | 0              |
| 1960 Roma             | 0              | 0              | 0              | 0              |
| 1964 Tóquio           | 0              | 0              | 1              | 1              |
| 1968 Cidade do México | 0              | 0              | 0              | 0              |
| 1972 Munique          | 3              | 0              | 1              | 1              |
| 1976 Montreal         | não participou | não participou | não participou | não participou |
| 1980 Moscou           | 0              | 0              | 0              | 0              |
| 1984 Los Angeles      | 0              | 1              | 1              | 2              |
| 1988 Seul             | 0              | 0              | 0              | 0              |
| 1992 Barcelona        | 0              | 3              | 1              | 4              |
| 1996 Atlanta          | 2              | 1              | 3              | 6              |
| 2000 Sydney           | 0              | 3              | 0              | 3              |
| 2004 Atenas           | 0              | 0              | 2              | 2              |
| 2008 Pequim           | 0              | 1              | 3              | 4              |
| Total                 | 2              | 9              | 12             | 23             |

### Medalhas por Esportes de Verão
| Esporte        | Ouro | Prata | Bronze | Total |
| Atletismo      | 1    | 4     | 8      | 13    |
| Futebol        | 1    | 1     | 1      | 3     |
| Boxe           | 0    | 3     | 3      | 6     |
| Halterofilismo | 0    | 1     | 0      | 1     |
| Taekwondo      | 0    | 0     | 1      | 1     |
| Total          | 2    | 9     | 13     | 24    |